# Беллова Весь
Беллова Весь (словац. Bellova Ves, угор. Vittény) — село, громада в окрузі Дунайська Стреда, Трнавський край, західна Словаччина. Кадастрова площа громади — 6,93 км². Населення — 286 осіб (за оцінкою на 31 грудня 2017 р.).
Перша згадка 1923 року; за іншими даними — 1951-го.

## Географія
Протікають Клатовський канал; канал Малиново-Благова і Трновський канал.

## Населення
| Рік:            | 1994. | 2004.    | 2014.    | 2024.    |
| --------------- | ----- | -------- | -------- | -------- |
| Кількість осіб: | 165   | 184      | 255      | 365      |
| Різниця:        |       | +11,51 % | +38,58 % | +43,13 % |

| Рік:            | 2023. | 2024.   |
| --------------- | ----- | ------- |
| Кількість осіб: | 358   | 365     |
| Різниця:        |       | +1,95 % |